# Lijst van schilderijen van Jheronimus Bosch
Deze Lijst van schilderijen van Jheronimus Bosch geeft een overzicht van alle schilderijen, die in verband worden gebracht met de Nederlandse schilder Jheronimus Bosch.

## Problematiek
Het onderzoek naar het oeuvre van Jheronimus Bosch vindt al sinds het einde van de 19e eeuw plaats. Ludwig Baldass deed in 1917 een eerste poging alle werken van Bosch in chronologische volgorde te zetten, in 1937 gevolgd door Charles de Tolnay. Deze pioniers moesten het echter doen met vage stilistische kenmerken en kwamen niet verder dan het oeuvre van Bosch in te delen in "vroeg", "midden" en "laat" werk. Bovendien werd er, ondanks aanwijzingen van Felipe de Guevara, nauwelijks onderscheid gemaakt tussen authentiek werk van Bosch en dat van navolgers of leerlingen c.q. assistenten. Tegenwoordig wordt dit iets vergemakkelijkt door moderne technieken, zoals infraroodreflectografie en dendrochronologisch onderzoek.

## Infraroodreflectografie

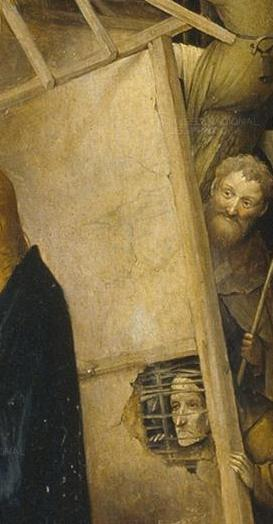
Driekoningen-drieluik, detail middenpaneel, foto in gewoon licht.

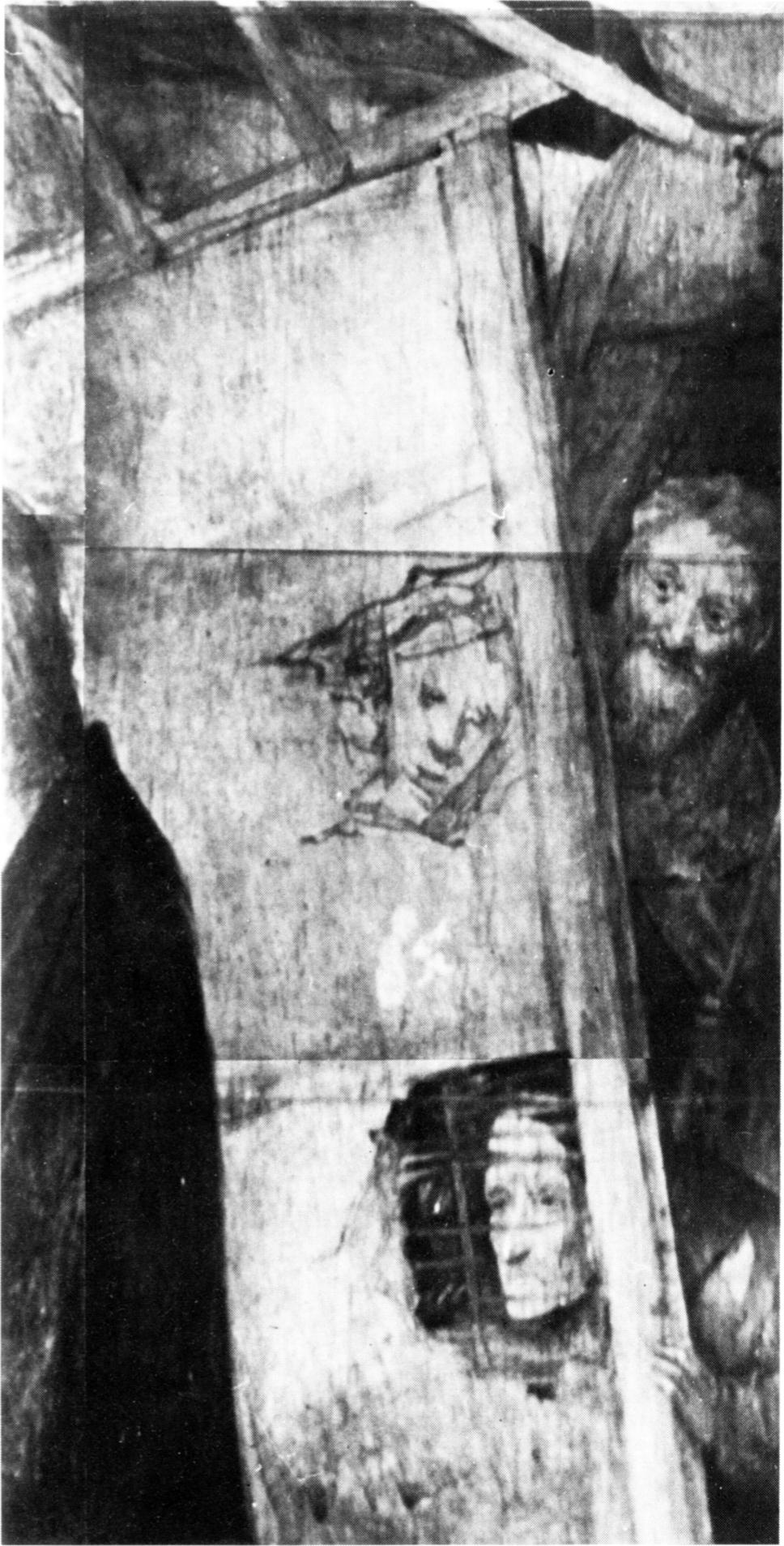
Idem, foto in infrarood licht.

Aan elk schilderij van Bosch ligt een ondertekening ten grondslag. In de meeste gevallen gaat de ondertekening schuil onder één of meerdere verflagen en is deze alleen zichtbaar door middel van infrarode straling. Het karakter van de ondertekening kan uitsluitsel geven over de authenticiteit van een werk. Zo bestaat de ondertekening van de Verzoeking van de heilige Antonius in het Noordbrabants Museum uit allemaal kleine puntjes, die verkregen zijn door middel van een traceerkarton. Bij deze techniek wordt eerst een model op karton gemaakt, waarbij de lijnen worden doorgeprikt. Dit karton wordt vervolgens op het paneel gelegd, waarna koolzuurhoudend stof door de gaatjes wordt gestoven en er zo een gestippelde ondertekening ontstaat. Dit wijst erop dat het hier niet om een originele compositie gaat, maar om het werk van een assistent of een kopiist. Bovendien wijkt de ondertekening in deze gevallen ook vrijwel niet af van het uiteindelijke schilderij.
De ondertekening kan echter ook met de hand aangebracht zijn en in meer of mindere mate afwijken van het bovenliggende schilderij. Zo laat de ondertekening van het middenpaneel van het Driekoningen-drieluik zien dat de schilder aanvankelijk drie herders had willen afbeelden in plaats van twee. Hieruit is af te leiden dat de schilder nog volop bezig was wijzigingen in de compositie aan te brengen om tot het beoogde resultaat te komen. Dit wijst op een originele compositie door Bosch zelf.

## Dendrochronologie
Dendrochronologisch onderzoek heeft vanaf eind jaren ’60 een belangrijke bijdrage geleverd aan zowel de toeschrijving als de datering van het oeuvre van Bosch. Bosch schilderde vrijwel uitsluitend op eikenhouten panelen. Via dendrochonologisch onderzoek kan men het jaartal van de laatste jaarring van zo’n paneel vaststellen. Dit jaartal komt echter niet overeen met het jaar dat de boom geveld werd. Bij de bewerking van eikenhouten panelen werd het zachte hout, het zogenaamde spinthout, weggesneden. Dit spinthout bedraagt gemiddeld 9 tot 15 jaarringen. Bovendien moest het hout voor het beschilderd kon worden minstens 2 jaar drogen. Is de laatste jaarring die gevonden is op een paneel dus die van 1500, dan kon het paneel op zijn vroegst dus pas tussen 1511 en 1517 beschilderd zijn.
| Legenda | Legenda                                                               |
| ------- | --------------------------------------------------------------------- |
|         | Door Friedländer aan Bosch toegeschreven                              |
|         | Door Friedländer als omstreden origineel gezien                       |
|         | Door De Tolnay aan Bosch toegeschreven                                |
|         | Door De Tolnay als omstreden origineel gezien                         |
|         | Door Unverfehrt aan Bosch toegeschreven                               |
|         | Door Marijnissen aan Bosch toegeschreven                              |
|         | Door Marijnissen als omstreden origineel gezien                       |
|         | Door Koldeweij, Vandenbroeck en Vermet aan Bosch toegeschreven        |
|         | Door Koldeweij, Vandenbroeck en Vermet als omstreden origineel gezien |

Op basis van dit dendrochronologisch onderzoek is de volgende lijst samen te stellen. Om bevooroordeeldheid uit te sluiten is hier ook werk van navolgers en dat van kopiisten in opgenomen.

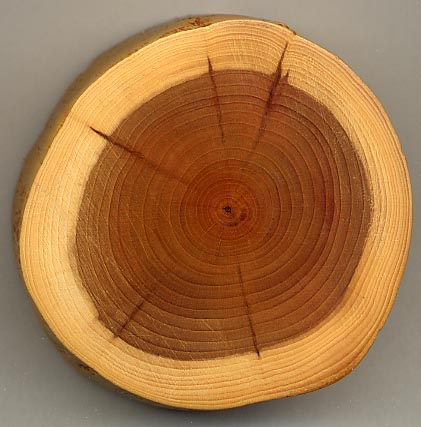
Spinthout (licht) en kernhout (donker)

| Titel | Toeschrijving | Toeschrijving | Toeschrijving | Verblijfplaats                                            | Dendrochr.    |
| --- | --- | --- | ------------- | --------------------------------------------------------- | ------------- |
| Annas en Kajafas                                                                                         | | ‘De toeschrijving (...) is door de slechte toestand niet met zekerheid te bewijzen’                                       |               | Rotterdam, Museum Boijmans Van Beuningen                  | 1391          |
| Annas en Kajafas                                                                                         | | |               | Rotterdam, Museum Boijmans Van Beuningen                  | 1391          |
| Fragment van een Laatste Oordeel                                                                         | zonder commentaar | zonder commentaar |               | München, Alte Pinakothek                                  | 1442-1448     |
| Fragment van een Laatste Oordeel                                                                         | | |               | München, Alte Pinakothek                                  | 1442-1448     |
| Verzoeking van de heilige Antonius                                                                       | | |               | Utrecht, Centraal Museum                                  | 1444-1450     |
| Verzoeking van de heilige Antonius                                                                       | | |               | Utrecht, Centraal Museum                                  | 1444-1450     |
| Linkerpaneel van een Tuin der lusten zie Tuin der lusten                                                 | | |               | Escorial                                                  | 1449-1455     |
| Linkerpaneel van een Tuin der lusten zie Tuin der lusten                                                 | | |               | Escorial                                                  | 1449-1455     |
| Gevangenneming van Christus                                                                              | zonder commentaar | |               | 's-Hertogenbosch, Noordbrabants Museum                    | 1456-1462     |
| Gevangenneming van Christus                                                                              | | |               | 's-Hertogenbosch, Noordbrabants Museum                    | 1456-1462     |
| Tuin der lusten                                                                                          | zonder commentaar | zonder commentaar |               | Madrid, Museo del Prado                                   | 1460-1466     |
| Tuin der lusten                                                                                          | zonder commentaar | |               | Madrid, Museo del Prado                                   | 1460-1466     |
| Tuin der lusten (Parijs)                                                                                 | | |               | Parijs, Comte de Pomereu                                  |               |
| Tuin der lusten (Parijs)                                                                                 | | |               | Parijs, Comte de Pomereu                                  |               |
| Verzoeking van de heilige Antonius                                                                       | zonder commentaar | zonder commentaar |               | Madrid, Museo del Prado                                   | 1462-1468     |
| Verzoeking van de heilige Antonius                                                                       | ‘Jheronimus Bosch of navolger’ | |               | Madrid, Museo del Prado                                   | 1462-1468     |
| Aanbidding der Koningen (New York)                                                                       | ‘an especially early work by the master’                                                                                             | |               | New York, Metropolitan Museum of Art                      | 1468-1474     |
| Aanbidding der Koningen (New York)                                                                       | | |               | New York, Metropolitan Museum of Art                      | 1468-1474     |
| Ecce Homo (Frankfurt)                                                                                    | zonder commentaar | zonder commentaar |               | Frankfurt, Städel Museum                                  | 1470-1476     |
| Ecce Homo (Frankfurt)                                                                                    | zonder commentaar | |               | Frankfurt, Städel Museum                                  | 1470-1476     |
| Johannes de Doper in de wildernis                                                                        | ‘A remarkable composition, certainly by Bosch’                                                                                       | zonder commentaar |               | Madrid, Museo Lázaro Galdiano                             | 1474-1480     |
| Johannes de Doper in de wildernis                                                                        | zonder commentaar | |               | Madrid, Museo Lázaro Galdiano                             | 1474-1480     |
| Laatste Oordeel                                                                                          | ‘has been wrongly called into doubt. Successfully cleaned [...]. All doubts seem now to have been silenced’                          | |               | Wenen, Academie van Beeldende Kunsten Wenen               | 1476-1482     |
| Laatste Oordeel                                                                                          | zonder commentaar | |               | Wenen, Academie van Beeldende Kunsten Wenen               | 1476-1482     |
| Heilige Hiëronymus in gebed                                                                              | zonder commentaar | zonder commentaar |               | Gent, Museum voor Schone Kunsten                          | 1476-1482     |
| Heilige Hiëronymus in gebed                                                                              | zonder commentaar | |               | Gent, Museum voor Schone Kunsten                          | 1476-1482     |
| Calvarie met schenker                                                                                    | zonder commentaar | zonder commentaar |               | Brussel, Koninklijke Musea voor Schone Kunsten van België | 1477-1483     |
| Calvarie met schenker                                                                                    | zonder commentaar | |               | Brussel, Koninklijke Musea voor Schone Kunsten van België | 1477-1483     |
| Doornenkroning van Christus                                                                              | zonder commentaar | zonder commentaar |               | Londen, National Gallery                                  | 1479-1485     |
| Doornenkroning van Christus                                                                              | zonder commentaar | |               | Londen, National Gallery                                  | 1479-1485     |
| Laatste Oordeel                                                                                          | zonder commentaar | ‘Thans beschouw ik dit drieluik als een echt werk’                                                                        |               | Brugge, Groeningemuseum                                   | 1480-1486     |
| Laatste Oordeel                                                                                          | ‘Jheronimus Bosch en/of atelier’ | |               | Brugge, Groeningemuseum                                   | 1480-1486     |
| Visioenen uit het hiernamaals                                                                            | zonder commentaar | zonder commentaar |               | Venetië, Dogepaleis                                       | 1484-1490     |
| Visioenen uit het hiernamaals                                                                            | zonder commentaar | |               | Venetië, Dogepaleis                                       | 1484-1490     |
| Narrenschip                                                                                              | zonder commentaar | zonder commentaar |               | Parijs, Louvre                                            | 1485-1491     |
| Narrenschip                                                                                              | zonder commentaar | |               | Parijs, Louvre                                            | 1485-1491     |
| Allegorie op de gulzigheid                                                                               | zonder commentaar | zonder commentaar |               | New Haven, Yale University Art Gallery                    | [1485-1491]   |
| Allegorie op de gulzigheid                                                                               | zonder commentaar | |               | New Haven, Yale University Art Gallery                    | [1485-1491]   |
| Heremieten-drieluik                                                                                      | zonder commentaar | zonder commentaar |               | Venetië, Dogepaleis                                       | 1487-1493     |
| Heremieten-drieluik                                                                                      | zonder commentaar | |               | Venetië, Dogepaleis                                       | 1487-1493     |
| Marskramer                                                                                               | zonder commentaar | zonder commentaar |               | Rotterdam, Museum Boijmans Van Beuningen                  | 1487-1493     |
| Marskramer                                                                                               | zonder commentaar | |               | Rotterdam, Museum Boijmans Van Beuningen                  | 1487-1493     |
| Dood van een vrek                                                                                        | zonder commentaar | zonder commentaar |               | Washington, National Gallery of Art                       | 1488-1494     |
| Dood van een vrek                                                                                        | zonder commentaar | |               | Washington, National Gallery of Art                       | 1488-1494     |
| Keisnijding (Madrid)                                                                                     | zonder commentaar | zonder commentaar |               | Madrid, Museo del Prado                                   | 1488-1494     |
| Keisnijding (Madrid)                                                                                     | zonder commentaar | |               | Madrid, Museo del Prado                                   | 1488-1494     |
| Aanbidding der koningen (Madrid)                                                                         | zonder commentaar | zonder commentaar |               | Madrid, Museo del Prado                                   | [ca. 1495]    |
| Aanbidding der koningen (Madrid)                                                                         | zonder commentaar | |               | Madrid, Museo del Prado                                   | [ca. 1495]    |
| Johannes de Evangelist op Patmos                                                                         | zonder commentaar | zonder commentaar |               | Berlijn, Gemäldegalerie                                   | 1489-1495     |
| Johannes de Evangelist op Patmos                                                                         | zonder commentaar | |               | Berlijn, Gemäldegalerie                                   | 1489-1495     |
| Ecce Homo-drieluik                                                                                       | ‘Friedländer considered the central panel an original by Bosch’                                                                      | |               | Boston, Museum of Fine Arts                               | 1489-1495     |
| Ecce Homo-drieluik                                                                                       | | |               | Boston, Museum of Fine Arts                               | 1489-1495     |
| Gekruisigde martelares                                                                                   | zonder commentaar | zonder commentaar |               | Venetië, Dogepaleis                                       | 1491-1497     |
| Gekruisigde martelares                                                                                   | zonder commentaar | |               | Venetië, Dogepaleis                                       | 1491-1497     |
| Heilige Christoforus (Rotterdam)                                                                         | zonder commentaar | zonder commentaar |               | Rotterdam, Museum Boijmans Van Beuningen                  | 1490-1496     |
| Heilige Christoforus (Rotterdam)                                                                         | zonder commentaar | |               | Rotterdam, Museum Boijmans Van Beuningen                  | 1490-1496     |
| Kruisdraging                                                                                             | zonder commentaar | zonder commentaar |               | Madrid, Koninklijk Paleis                                 | 1492-1498     |
| Kruisdraging                                                                                             | ‘Jheronimus Bosch en/of atelier’ | |               | Madrid, Koninklijk Paleis                                 | 1492-1498     |
| Aanbidding der koningen (Philadelphia)                                                                   | ‘a rather early work’ | zonder commentaar |               | Philadelphia, Philadelphia Museum of Art                  | 1493-1499     |
| Aanbidding der koningen (Philadelphia)                                                                   | | |               | Philadelphia, Philadelphia Museum of Art                  | 1493-1499     |
| Maria met Kind                                                                                           | | |               | Privéverzameling                                          | 1494-1500     |
| Maria met Kind                                                                                           | | |               | Privéverzameling                                          | 1494-1500     |
| Verzoeking van de heilige Antonius                                                                       | zonder commentaar | zonder commentaar |               | Lissabon, Museu Nacional de Arte Antiga                   | 1495-1501     |
| Verzoeking van de heilige Antonius                                                                       | zonder commentaar | |               | Lissabon, Museu Nacional de Arte Antiga                   | 1495-1501     |
| Goochelaar (Saint-Germain-en-Laye)                                                                       | ‘Perhaps only an old copy’ | ‘ik ben geneigd het als origineel te beschouwen’                                                                          |               | Saint-Germain-en-Laye, Musée Municipal                    | 1496-1502     |
| Goochelaar (Saint-Germain-en-Laye)                                                                       | ‘Jheronimus Bosch en/of atelier’ | |               | Saint-Germain-en-Laye, Musée Municipal                    | 1496-1502     |
| Goochelaar (Jeruzalem)                                                                                   | | |               | Jeruzalem, Israel Museum                                  |               |
| Goochelaar (Jeruzalem)                                                                                   | | |               | Jeruzalem, Israel Museum                                  |               |
| Hy soect de byle                                                                                         | | |               | Mechelen, Centrum voor Oude Kunst 't Vliegend Peert       |               |
| Hy soect de byle                                                                                         | | |               | Mechelen, Centrum voor Oude Kunst 't Vliegend Peert       |               |
| Hooiwagen (Escorial)                                                                                     | | |               | Escorial                                                  | 1498-1504     |
| Hooiwagen (Escorial)                                                                                     | | |               | Escorial                                                  | 1498-1504     |
| Job-drieluik                                                                                             | zonder commentaar | |               | Brugge, Groeningemuseum                                   | 1501-1507     |
| Job-drieluik                                                                                             | | |               | Brugge, Groeningemuseum                                   | 1501-1507     |
| Verzoeking van de heilige Antonius (Kansas City)                                                         | | zonder commentaar |               | Kansas City, Nelson-Atkins Museum of Art                  |               |
| Verzoeking van de heilige Antonius (Kansas City)                                                         | | |               | Kansas City, Nelson-Atkins Museum of Art                  |               |
| Zondvloed en hel                                                                                         | ‘almost certainly by Bosch’ | zonder commentaar |               | Rotterdam, Museum Boijmans Van Beuningen                  | 1508-1514     |
| Zondvloed en hel                                                                                         | zonder commentaar | |               | Rotterdam, Museum Boijmans Van Beuningen                  | 1508-1514     |
| Hooiwagen (Madrid)                                                                                       | | ‘Men zou zich kunnen afvragen of het middenpaneel (...) geen replica is’                                                  |               | Madrid, Museo del Prado                                   | 1510-1516     |
| Hooiwagen (Madrid)                                                                                       | ‘Jheronimus Boisch en/of atelier’ | |               | Madrid, Museo del Prado                                   | 1510-1516     |
| Ecce Homo (Uden)                                                                                         | | |               | Uden, Museum voor Religieuze Kunst                        | 1522-1528     |
| Ecce Homo (Uden)                                                                                         | | |               | Uden, Museum voor Religieuze Kunst                        | 1522-1528     |
| Passie-drieluik                                                                                          | | |               | Valencia, Museo de Bellas Artes                           | 1522-1528     |
| Passie-drieluik                                                                                          | | |               | Valencia, Museo de Bellas Artes                           | 1522-1528     |
| Doornenkroning zie Passie-drieluik                                                                       | zonder commentaar | zonder commentaar |               | Escorial                                                  | 1527-1533     |
| Doornenkroning zie Passie-drieluik                                                                       | | |               | Escorial                                                  | 1527-1533     |
| Verzoeking van de heilige Antonius kopie middenpaneel Verzoeking van de heilige Antonius                 | | |               | 's-Hertogenbosch, Noordbrabants Museum                    | 1530-1536     |
| Verzoeking van de heilige Antonius kopie middenpaneel Verzoeking van de heilige Antonius                 | | |               | 's-Hertogenbosch, Noordbrabants Museum                    | 1530-1536     |
| Geboorte ('s-Hertogenbosch) zie Geboorte (Keulen)                                                        | | |               | 's-Hertogenbosch, Noordbrabants Museum                    | 1532-1538     |
| Geboorte ('s-Hertogenbosch) zie Geboorte (Keulen)                                                        | | |               | 's-Hertogenbosch, Noordbrabants Museum                    | 1532-1538     |
| Aanbidding der Koningen (Aken)                                                                           | | |               | Aken, Suermondt-Ludwig-Museum                             | 1534-1540     |
| Aanbidding der Koningen (Aken)                                                                           | | |               | Aken, Suermondt-Ludwig-Museum                             | 1534-1540     |
| Aanbidding der Koningen ('s-Hertogenbosch)                                                               | | |               | 's-Hertogenbosch, Noordbrabants Museum                    | 1536-1542     |
| Aanbidding der Koningen ('s-Hertogenbosch)                                                               | | |               | 's-Hertogenbosch, Noordbrabants Museum                    | 1536-1542     |
| Jezus onder de schriftgeleerden                                                                          | | |               | Privéverzameling                                          | 1539-1545     |
| Jezus onder de schriftgeleerden                                                                          | | |               | Privéverzameling                                          | 1539-1545     |
| Verzoeking van de heilige Antonius                                                                       | ‘probably an old copy’ | |               | 's-Hertogenbosch, Noordbrabants Museum                    | 1545-1551     |
| Verzoeking van de heilige Antonius                                                                       | | |               | 's-Hertogenbosch, Noordbrabants Museum                    | 1545-1551     |
| Keisnijding ('s-Hertogenbosch)                                                                           | | |               | 's-Hertogenbosch, Noordbrabants Museum                    | 1546-1552     |
| Keisnijding ('s-Hertogenbosch)                                                                           | | |               | 's-Hertogenbosch, Noordbrabants Museum                    | 1546-1552     |
| Goochelaar (Californië)                                                                                  | | |               | Californië, Privéverzameling                              |               |
| Goochelaar (Californië)                                                                                  | | |               | Californië, Privéverzameling                              |               |
| Keisnijding (Belle)                                                                                      | | |               | Bailleul, Musée Benoît-De-Puydt                           |               |
| Keisnijding (Belle)                                                                                      | | |               | Bailleul, Musée Benoît-De-Puydt                           |               |
| Bruiloft van Kana (Rotterdam)                                                                            | zonder commentaar | zonder commentaar |               | Rotterdam, Museum Boijmans Van Beuningen                  | 1555-1561     |
| Bruiloft van Kana (Rotterdam)                                                                            | | |               | Rotterdam, Museum Boijmans Van Beuningen                  | 1555-1561     |
| Bruiloft van Kana ('s-Heerenberg)                                                                        | | |               | 's-Heerenberg, Huis Bergh                                 |               |
| Bruiloft van Kana ('s-Heerenberg)                                                                        | | |               | 's-Heerenberg, Huis Bergh                                 |               |
| Ecce Homo (Philadelphia)                                                                                 | zonder commentaar | zonder commentaar |               | Philadelphia, Philadelphia Museum of Art                  | 1557-1563     |
| Ecce Homo (Philadelphia)                                                                                 | | |               | Philadelphia, Philadelphia Museum of Art                  | 1557-1563     |
| Ecce Homo (Indianapolis)                                                                                 | | |               | Indianapolis, Indianapolis Museum of Art                  |               |
| Ecce Homo (Indianapolis)                                                                                 | | |               | Indianapolis, Indianapolis Museum of Art                  |               |
| Geboorte (Keulen)                                                                                        | ‘not quite convincing as original’                                                                                                   | ‘Het is mogelijk dat Bosch het paneel onvoltooid achterliet, en dat een andere hand de achtergrond links heeft aangevuld’ |               | Keulen, Wallraf-Richartz-Museum                           | 1562-1568     |
| Geboorte (Keulen)                                                                                        | | |               | Keulen, Wallraf-Richartz-Museum                           | 1562-1568     |
| Geboorte (Brussel)                                                                                       | | |               | Brussel, Koninklijke Musea voor Schone Kunsten van België |               |
| Geboorte (Brussel)                                                                                       | | |               | Brussel, Koninklijke Musea voor Schone Kunsten van België |               |
| Gevecht tussen Carnaval en Vasten (Utrecht)                                                              | | |               | Utrecht, Museum Catharijneconvent                         | 1580-1586     |
| Gevecht tussen Carnaval en Vasten (Utrecht)                                                              | | |               | Utrecht, Museum Catharijneconvent                         | 1580-1586     |
| Aanbidding der Koningen zie Aanbidding der Koningen (Madrid)                                             | | |               | Amsterdam, Rijksmuseum Amsterdam                          | 1607-1613     |
| Aanbidding der Koningen zie Aanbidding der Koningen (Madrid)                                             | | |               | Amsterdam, Rijksmuseum Amsterdam                          | 1607-1613     |
| Aanbidding der koningen (Anderlecht)                                                                     | ‘an original, in a poor state of preservation’                                                                                       | ‘geïnspireerd op de Epifanie in het Prado’                                                                                |               | Anderlecht, Erasmushuis                                   |               |
| Aanbidding der koningen (Anderlecht)                                                                     | | |               | Anderlecht, Erasmushuis                                   |               |
| Aanbidding der Koningen (drieluik, ’s-Hertogenbosch)                                                     | | |               | 's-Hertogenbosch, Noordbrabants Museum                    | Ca. 1510-1520 |
| Aanbidding der Koningen (drieluik, ’s-Hertogenbosch)                                                     | | |               | 's-Hertogenbosch, Noordbrabants Museum                    | Ca. 1510-1520 |
| Twee fragmenten van een Aanbidding der koningen zie Aanbidding der Koningen (drieluik, ’s-Hertogenbosch) | ‘presumably an original’ | ‘De slechte staat van beide fragmenten bemoeilijkt een definitief oordeel’                                                |               | Philadelphia, Philadelphia Museum of Art                  |               |
| Twee fragmenten van een Aanbidding der koningen zie Aanbidding der Koningen (drieluik, ’s-Hertogenbosch) | | |               | Philadelphia, Philadelphia Museum of Art                  |               |
| Aanbidding der koningen                                                                                  | ‘In part excellent and worthy of the master, in other parts slack and soft in an incompatible way. Possibly a felicitous imitation’. | |               | Onbekend                                                  |               |
| Aanbidding der koningen                                                                                  | | |               | Onbekend                                                  |               |
| Christus voor Pilatus ('s-Hertogenbosch)                                                                 | zonder commentaar | |               | 's-Hertogenbosch, Noordbrabants Museum                    |               |
| Christus voor Pilatus ('s-Hertogenbosch)                                                                 | | |               | 's-Hertogenbosch, Noordbrabants Museum                    |               |
| Christus voor Pilatus (Princeton) zie Christus voor Pilatus ('s-Hertogenbosch)                           | zonder commentaar | zonder commentaar |               | Princeton, Princeton University Art Museum                |               |
| Christus voor Pilatus (Princeton) zie Christus voor Pilatus ('s-Hertogenbosch)                           | | |               | Princeton, Princeton University Art Museum                |               |
| Antonius met monsters                                                                                    | | |               | 's-Hertogenbosch, privéverzameling                        |               |
| Antonius met monsters                                                                                    | | |               | 's-Hertogenbosch, privéverzameling                        |               |
| Verzoeking van de heilige Antonius                                                                       | | |               | Ottawa, National Gallery of Canada                        |               |
| Verzoeking van de heilige Antonius                                                                       | | |               | Ottawa, National Gallery of Canada                        |               |
| Verzoeking van de heilige Antonius                                                                       | | |               | Berlijn, Gemäldegalerie                                   |               |
| Verzoeking van de heilige Antonius                                                                       | | |               | Berlijn, Gemäldegalerie                                   |               |
| Kruisdraging (Neuilly) zie Kruisdraging (Wenen)                                                          | zonder commentaar | |               | Neuilly, privéverzameling                                 |               |
| Kruisdraging (Neuilly) zie Kruisdraging (Wenen)                                                          | | |               | Neuilly, privéverzameling                                 |               |
| Kruisdraging                                                                                             | | |               | Antwerpen, Museum Fritz Mayer van den Bergh               | 1500-1600     |
| Kruisdraging                                                                                             | | |               | Antwerpen, Museum Fritz Mayer van den Bergh               | 1500-1600     |
| Christus daalt af in het voorgeborchte van de hel                                                        | zonder commentaar | |               | New York, Metropolitan Museum of Art                      |               |
| Christus daalt af in het voorgeborchte van de hel                                                        | | |               | New York, Metropolitan Museum of Art                      |               |
| Heilige Christoforus (Winterthur)                                                                        | zonder commentaar | |               | Winterthur, Sammlung Oskar Reinhart 'am Römerholz'        |               |
| Heilige Christoforus (Winterthur)                                                                        | | |               | Winterthur, Sammlung Oskar Reinhart 'am Römerholz'        |               |
| Zeven hoofdzonden                                                                                        | zonder commentaar | zonder commentaar |               | Madrid, Museo del Prado                                   | n.v.t.        |
| Zeven hoofdzonden                                                                                        | ‘Jheronimus Bosch of navolger’ | |               | Madrid, Museo del Prado                                   | n.v.t.        |
| Gevecht tussen Carnaval en Vasten ('s-Hertogenbosch)                                                     | ‘Probably an original’ | |               | 's-Hertogenbosch, Noordbrabants Museum                    |               |
| Gevecht tussen Carnaval en Vasten ('s-Hertogenbosch)                                                     | | |               | 's-Hertogenbosch, Noordbrabants Museum                    |               |
| Kruisdraging                                                                                             | zonder commentaar | zonder commentaar |               | Gent, Museum voor Schone Kunsten                          | n.v.t.        |
| Kruisdraging                                                                                             | ‘Jheronimus Bosch of navolger’ | |               | Gent, Museum voor Schone Kunsten                          | n.v.t.        |
| Kruisdraging (Wenen)                                                                                     | zonder commentaar | zonder commentaar |               | Wenen, Kunsthistorisches Museum                           | n.v.t.        |
| Kruisdraging (Wenen)                                                                                     | zonder commentaar | |               | Wenen, Kunsthistorisches Museum                           | n.v.t.        |
| De Tuin van Eden                                                                                         | zonder commentaar | |               | Chicago, Art Institute of Chicago                         |               |
| De Tuin van Eden                                                                                         | | |               | Chicago, Art Institute of Chicago                         |               |
| Twee fragmenten van een Aanbidding der koningen                                                          | zonder commentaar | |               | Onbekend                                                  |               |
| Twee fragmenten van een Aanbidding der koningen                                                          | | |               | Onbekend                                                  |               |
| De zeven hoofdzonden in een wereldbol                                                                    | zonder commentaar | |               | Genève Fine Arts Foundation                               |               |
| De zeven hoofdzonden in een wereldbol                                                                    | | |               | Genève Fine Arts Foundation                               |               |
| Paradijs en hel                                                                                          | | zonder commentaar |               | New York, privéverzameling                                |               |
| Paradijs en hel                                                                                          | | |               | New York, privéverzameling                                |               |
| Fragment van een vrouwenkop                                                                              | | zonder commentaar |               | Rotterdam, Museum Boijmans Van Beuningen                  |               |
| Fragment van een vrouwenkop                                                                              | ‘Jheronimus Bosch (?)’ | |               | Rotterdam, Museum Boijmans Van Beuningen                  |               |
| Ecce Homo                                                                                                | | zonder commentaar |               | Zwitserland, privéverzameling                             |               |
| Ecce Homo                                                                                                | | |               | Zwitserland, privéverzameling                             |               |
| Verzoeking van de heilige Antonius                                                                       | | zonder commentaar |               | Norfolk, Chrysler Museum of Art                           |               |
| Verzoeking van de heilige Antonius                                                                       | | |               | Norfolk, Chrysler Museum of Art                           |               |
| Heilige Christoforus (Madrid)                                                                            | | zonder commentaar |               | Madrid, privéverzameling                                  |               |
| Heilige Christoforus (Madrid)                                                                            | | |               | Madrid, privéverzameling                                  |               |
| Heilige Jacobus                                                                                          | zonder commentaar | |               | Valenciennes, Musée des Beaux-Arts de Valenciennes        |               |
| Heilige Jacobus                                                                                          | | |               | Valenciennes, Musée des Beaux-Arts de Valenciennes        |               |